# Omar Figueroa
Omar Figueroa junior (* 13. Dezember 1989 in Weslaco, Texas) ist ein US-amerikanischer Profiboxer mexikanischer Abstammung und ehemaliger Weltmeister der WBC im Leichtgewicht.

## Boxkarriere
Er begann im Alter von sechs Jahren mit dem Boxsport und wurde anfangs von seinem Vater trainiert. Nach nur kurzer Amateurkarriere und Teilnahme an den National Golden Gloves 2007, wechselte er 2008 ins Profilager. Er boxte als Profi bisher ausschließlich in den USA und steht bei Golden Boy Promotions unter Vertrag. In den ersten drei Jahren seiner Profikarriere blieb er in 14 Kämpfen ungeschlagen, hatte dabei jedoch keinen bedeutenden Gegner vor den Fäusten. Gegen Arturo Quintero (Bilanz: 15 Siege – 4 Niederlagen) erreichte er nur ein Unentschieden.
In seinem 15. Kampf im Januar 2012, gewann er vorzeitig in der sechsten Runde gegen den ebenfalls unbesiegten Michael Angelo „The Artist“ Perez (15-0). In seinem nächsten Kampf im März desselben Jahres, besiegte er den ehemaligen WBC-Jugendweltmeister Juan Ramon Ayala Rodriguez alias Ramon Ayala (23-2) durch K. o. in der zweiten Runde. Nach fünf weiteren Siegen, gewann er am 20. April 2013 durch K. o. in der ersten Runde gegen Abner Cotto (16-0), Cousin des mehrfachen Weltmeisters Miguel Cotto.
Am 27. Juli 2013 boxte er in San Antonio um die Interimweltmeisterschaft der WBC gegen Nihito Arakawa (24-2) und gewann einstimmig nach Punkten. Im Januar 2014 wurde er zum regulären WBC-Weltmeister ernannt, nachdem Titelträger Adrien Broner ins Weltergewicht aufgestiegen war. In seiner ersten Titelverteidigung am 26. April 2014 in Kalifornien, besiegte er Jerry Belmontes (19-3) nach Punkten. Diesem war er im Amateurlager insgesamt fünfmal unterlegen.
Am 16. August 2014 besiegte er in einer weiteren Titelverteidigung Daniel Estrada (32-2). Durch eine im Kampf erlittene Kopfverletzung, die ihn für mehrere Monate an weiteren Kämpfen hindert, entzog ihm der WBC-Verband den Weltmeistertitel und erklärte Figueroa vorläufig zum Champion in Recess. Neuer Titelträger wurde anschließend Jorge Linares aus Venezuela.
Im Mai 2015 siegte er einstimmig gegen Ricky Burns (37-4) und im Dezember 2015 gegen Antonio DeMarco (31-5). Nach eineinhalb Jahren Ringpause kehrte er im Juli 2017 zurück und besiegte Robert Guerrero (33-5) durch technischen Knockout in der dritten Runde. Im Juli 2019 verlor er nach Punkten gegen Yordenis Ugás (23-4).
Seinen nächsten Kampf bestritt er erst am 1. Mai 2021 und verlor dabei gegen Abel Ramos (26-4). Im August 2022 verlor er gegen Sergei Lipinez (16-2).